# Kroppen
Kroppen település Németországban, azon belül Brandenburgban. Lakosainak száma 714 fő (2023. december 31.). Kroppen Königsbrück, Ortrand és Frauendorf községekkel határos.

## Népesség
A település népességének változása:
| Lakosok száma | 674  | 696  | 719  | 720  | 714  |
|               | 2017 | 2019 | 2021 | 2022 | 2023 |